# Емілі Г'юсон
Емілі Г'юсон (англ. Emily Hewson; нар. 31 липня 1982) — колишня австралійська тенісистка.
Найвищу одиночну позицію світового рейтингу — 314 місце досягла 23 липня 2007, парну — 204 місце — 25 лютого 2008 року.
Здобула 2 одиночні та 4 парні титули туру ITF.

## Фінали ITF
| турніри $100,000 |
| турніри $75,000  |
| турніри $50,000  |
| турніри $25,000  |
| турніри $10,000  |

### Одиночний розряд 5 (2–3)
| Результат | Ранг | Дата            | Турнір                   | Покриття | Суперниця                 | Рахунок                 |
| --------- | ---- | --------------- | ------------------------ | -------- | ------------------------- | ----------------------- |
| Перемога  | 1.   | 28 березня 2004 | ITF Ярравонґа, Австралія | Трава    | Кавітха Крішнамурті       | 6–7(4–7), 7–6(8–6), 6–3 |
| Перемога  | 2.   | 26 вересня 2004 | ITF Хіросіма, Японія     | Трава    | Сема Юріка                | 6–1, 7–6(8–6)           |
| Поразка   | 3.   | 20 березня 2005 | ITF Ярравонґа, Австралія | Трава    | Марина Еракович           | 3–6, 6–4, 4–6           |
| Поразка   | 4.   | 30 липня 2005   | ITF Дублін, Ірландія     | Килим    | Сюзанне Ван Гартінґсвелдт | 3–6, 2–6                |
| Поразка   | 5.   | 3 вересня 2005  | ITF Гладстон, Австралія  | Тверде   | Даніелла Джефлі           | 4–6, 3–6                |

### Парний розряд 11 (4–7)
| Результат | Ранг | Дата             | Турнір                        | Покриття | Партнерка            | Суперниці                           | Рахунок            |
| --------- | ---- | ---------------- | ----------------------------- | -------- | -------------------- | ----------------------------------- | ------------------ |
| Поразка   | 1.   | 13 травня 2001   | ITF Суонсі, Уельс             | Ґрунт    | Maria Bobedova       | Наталія Єгорова Катерина Сисоєва    | 6–4, 6–7(5–7), 0–6 |
| Поразка   | 2.   | 27 травня 2001   | ITF Тель-Авів, Ізраїль        | Тверде   | Наташа Ван Дер Мерве | Ірина Корнієнко Марія Павліду       | w/o                |
| Поразка   | 3.   | 5 серпня 2001    | ITF Дублін, Ірландія          | Килим    | Брі Келдервуд        | Івонн Дойл Карен Нуджент            | 4–6, 2–6           |
| Поразка   | 4.   | 21 березня 2004  | ITF Веллінгтон, Нова Зеландія | Трава    | Ніколь Кріз          | Шеллі Стефенс Крістен ван Елден     | 1–6, 6–3, 3–6      |
| Поразка   | 5.   | 21 березня 2004  | ITF Ярравонґа, Австралія      | Трава    | Ніколь Кріз          | Беті Секуловскі Сінді Вотсон        | 3–6, 6–4, 4–6      |
| Перемога  | 6.   | 28 березня 2004  | ITF Ярравонґа, Австралія      | Трава    | Ніколь Кріз          | Мірейлл Діттманн Крістен ван Елден  | 6–3, 6–2           |
| Поразка   | 7.   | 20 березня 2005  | ITF Ярравонґа, Австралія      | Трава    | Ніколь Кріз          | Лара Пікон Юлія Єфремова            | 4–6, 3–6           |
| Перемога  | 8.   | 16 березня 2007  | ITF Перт, Австралія           | Тверде   | Кейсі Деллаква       | Труді Мусгрейв Крістіна Вілер       | 6–4, 4–6, 6–2      |
| Перемога  | 9.   | 23 березня 2007  | ITF Калгурлі, Австралія       | Трава    | Крістіна Вілер       | Вів'єн Сілфані-Тоні Лавінія Тананта | 6–4, 6–3           |
| Поразка   | 10.  | 9 листопада 2007 | ITF Порт-Пірі, Австралія      | Тверде   | Даніелла Домініковіч | Сара Борвелл Кортні Негл            | 2–6, 2–6           |
| Перемога  | 11.  | 23 серпня 2008   | ITF Трекастаньї, Італія       | Тверде   | Пемра Озген          | Валерія Казілло Ліллі Раффа         | w/o                |